# NGC 1989
إن جي سي 1989 (بالإنجليزية: NGC 1989)‏ التي يرمز لها بالرمز NGC 1989، هي مجرة، في كوكبة الحمامة.

## الاكتشاف
اكتشفت في 28 يناير 1835، بواسطة جون هيرشل.